# Engineering an Empire
History Channel: Engineering an Empire là một chương trình truyền hình dài tập nói về những đế chế đã và đang tồn tại. Tập phim đầu tiên: "La Mã" được công chiếu ngày 13 tháng 9 năm 2005. Còn tập cuối cùng: "Thế giới riêng của Da Vinci" công chiếu ngày 8 tháng 1 năm 2007.

## Danh sách tập
| TT. | Tiêu đề                                            | Đế chế được nhắc đến | Ngày phát hành gốc |
| --- | -------------------------------------------------- | -------------------- | ------------------ |
| 1 | "Engineering an Empire: Rome"                      | La Mã                | 13-9-2005          |
| 2 | "Engineering an Empire: Egypt"                     | Ai Cập               | 9-10-2006          |
| Trong phim mô tả lại cuộc sống của người Ai Cập và kiến trúc Ai Cập. Vị vua xuất hiện đầu tiên là Menes, vị vua bí ẩn của người Ai Cập mà được cho rằng lập ra Memphis. Sau đó là vị vua Djoser, người đã ra lệnh cho kiến trúc sư Imhotep xây dựng kim tự tháp dạng bậc thang tại Saqqara của ông. Tiếp theo là Sneferu, người có hai kim tự tháp ở Meidum và Dahshour. Còn vị vua cuối cùng là Ramesses II (còn gọi là Ramesses Đại đế), người đã đánh thắng quân Hittite để giành lại những vùng bị Hittite xâm chiếm. |                                                    |                      |                    |
| 3 | "Engineering an Empire: Greece"                    | Hy Lạp               | 16-10-2006         |
| 4 | "Engineering an Empire: Greece - Age of Alexander" | Hy Lạp               | 23-10-2006         |
| 5 | "Engineering an Empire: The Aztecs"                | Aztec                | 30-10-2006         |
| Trong phim có mô tả lại thời đại của các vị vua Aztec. Trong tập phim này, cảnh tế thần như sau: - Một người được đưa lên đài tế thần - Theo sau là 5 người. - Một người giữ chân trái. - Một người giữ chân phải. - Một người giữ tay trái. - Một người giữ tay phải. - Một người cầm con dao, đâm vào bụng của vật hiến sinh. - Một người moi quả tim ra và đặt vào trong bát, sau đó mang lên trên đền. Trong phim có nói đến cả hai vị vua cuối cùng của người Aztec là Moctezuma và Moctezuma II. |                                                    |                      |                    |
| 6 | "Engineering an Empire: Carthage"                  | Carthage             | 6-11-2006          |
| 7 | "Engineering an Empire: The Maya - Death Empire"   | Maya                 | 13-11-2006         |
| 8 | "Engineering an Empire: Russia"                    | Nga                  | 20-11-2006         |
| 9 | "Engineering an Empire: Britain - Blood and Steel" | Anh                  | 27-11-2006         |
| 10 | "Engineering an Empire: The Persians"              | Ba Tư                | 4-12-2006          |
| 11 | "Engineering an Empire: China"                     | Trung Quốc           | 11-12-2006         |
| 12 | "Engineering an Empire: Napoléon - Steel Monster"  | Pháp                 | 18-12-2006         |
| 13 | "Engineering an Empire: The Byzantines"            | Byzantine            | 25-12-2006         |
| Trong phim có mô tả các công trình nổi tiếng của người Đông La Mã, nhiều nhất là Hagia Sophia tại Istanbul, Thổ Nhĩ Kỳ. Vị Hoàng đế đầu tiên xuất hiện là Constantinus I Đại Đế. Trong phim có nhắc đến quá trình xây dựng các công trình như: Hagia Sophia, "Hoàng cung Ngầm" (tức Basilica Cistern) của Hoàng đế Justinianus I Đại Đế và cả máng dẫn nước của người Đông La Mã. Mục đích xây "Hoàng cung Ngầm" là để thông nước từ ngoài sông vào Cung điện Lớn ở thành Constantinopolis, cố đô của Đế quốc Đông La Mã. Trong phim cũng đề cập tới Công giáo Rôma và Chúa Giêsu. Không những thế, Hoàng đế Theodosius I Đại Đế cũng xuất hiện trong này. |                                                    |                      |                    |
| 14 | "Engineering an Empire: Da Vinci's World"          | Ý thời Phục Hưng     | 8-1-2007           |
| Trong phim có nhắc đến Filippo Brunelleschi, một kiến trúc sư đã từng thiết kế rất nhiều công trình, đặc biệt nhất là Nhà thờ chính tòa Florence. Trước khi xuất hiện Filippo Brunelleschi là một thời gọi là Thời kỳ của các nhà buôn, một thời kỳ đã tồn tại từ thế kỷ 15 đến 16. |                                                    |                      |                    |